# BK Opava
El BK Opava es un equipo de baloncesto checo que compite en la Národní Basketbalová Liga, la primera división del país. Tiene su sede en Opava. Disputa sus partidos en la Hala Opava, con capacidad para 3.006 espectadores.

## Nombres
- Sokol (1945-1954)
- Slavia (1954-1955)
- Tatran (1956)
- Slezan (1957-1995)
- ICEC (1995-1998)
- Slovnaft (1998-1999)
- BK Slovnaft  (1999-2007)
- BK (2007-2008)
- BK Breda & Weinstein (2008-2013)
- BK Opava (2013-)

## Posiciones en Liga
- 1996 (1-2)
- 1997 (1)
- 1998 (1)
- 2000 (2)
- 2001 (2)
- 2002 (2)
- 2003 (1)
- 2004 (5)
- 2005 (12-1)
- 2006 (3-2)
- 2007 (2-2)
- 2008 (1-1.Liga)
- 2009 (7-NBL)
- 2010 (7)
- 2011 (7)
- 2012 (14)
- 2013 (9)
- 2014 (3)
- 2015 (5)
- 2016 (4)

## Palmarés
- Campeón Copa Checa 1997, 1998, 1999, 2001, 2003, 2023
- Campeón Národní Basketbalová Liga: 1997, 1998, 2002, 2003, 2023
- Campeón 1.Liga: 2008
- Campeón Liga Regular 1.Liga: 2008
- Campeón NBL Grupo Baraz: 2012